# Тоні Сілва
Тоні Сілва (порт. Toni Silva, нар. 15 вересня 1993, Бісау) — футболіст Гвінеї-Бісау, півзахисник казахстанського клубу «Тараз» і національної збірної Гвінеї-Бісау.

## Клубна кар'єра
Починав займатися футболом на батьківшині, звідки перебрався до Португалії, а згодом до Англії, де 2009 року опинився в академії «Ліверпуля». У дорослому футболі дебютував 2012 року виступами на умовах оренди за «Нортгемптон Таун».
Згодом уклав контракт з «Барнслі», за який провів одну гру, після чого попрямував в оренду до клубу «Дагенем енд Редбрідж».
У 2013–2015 роках виступав у Болгарії у складі ЦСКА (Софія), де був гравцем основного складу.
Протягом другої половини 2010-х змінив низку клубів, не зумівши закріпитися у складі жодного з них. Пограв у Туреччині за «Шанлиурфаспор», в Португалії за «Уніан Мадейра», у грецькому «Левадіакосі», південноафриканському «Мамелоді Сандаунз», за «Аль-Іттіхад» (Александрія) в Єгипті та за «Астру» (Джурджу) в Румунії.
У лютому 2020 року уклав контракт з казахстанським «Таразом».

## Виступи за збірні
Граючи на початку кар'єри за юнацьку команду лісабонської «Бенфіки», отримав португальське громадянство і 2009 року дебютував у складі юнацької збірної Португалії (U-17), загалом на юнацькому рівні за команди Португалії зіграв у 7 матчах.
2016 року дебютував в офіційних іграх за національну збірну Гвінеї-Бісау.
Був стабільним гравцем стартового складу своєї національної команди на Кубку африканських націй 2017 в Габоні, а за два роки виходив на поле у двох іграх групового етапу Кубка африканських націй 2019 в Єгипті. На обох турнірах футболістам Гвінеї-Бісау не вдалося подолати груповий етап.

## Титули і досягнення
- Володар Суперкубка Казахстану (1):

«Тобол»: 2021
- Чемпіон Казахстану (1):

«Тобол»: 2021